# Parc de la Cerisaie (Reims)
Pour les articles homonymes, voir Cerisaie.
Le parc de la Cerisaie est un parc rémois de 12 ha, dont 3 ha sont utilisés par des installations d’animation et de sport.
Il est situé dans le Quartier Sainte-Anne - Wilson à Reims.

## Histoire
Le parc doit son nom à un ancien verger de cerisiers.
Il a été inauguré le samedi 18 mai 2013 dans le cadre du projet de la Coulée Verte.

## Description
Le parc est un vaste espace arboré, d'une surface de 12 ha, situé entre le canal de la Canal de l'Aisne à la Marne et la Vesle.
Il a été aménagé de façon naturelle. La végétation est peu travaillée.
Il comporte un important réseau d’allées intérieures et situées le long de la Vesle.
On y accède, officiellement, par la rue de la cerisaie et par les lignes de bus 6 ou 17 à l’arrêt Salengro.

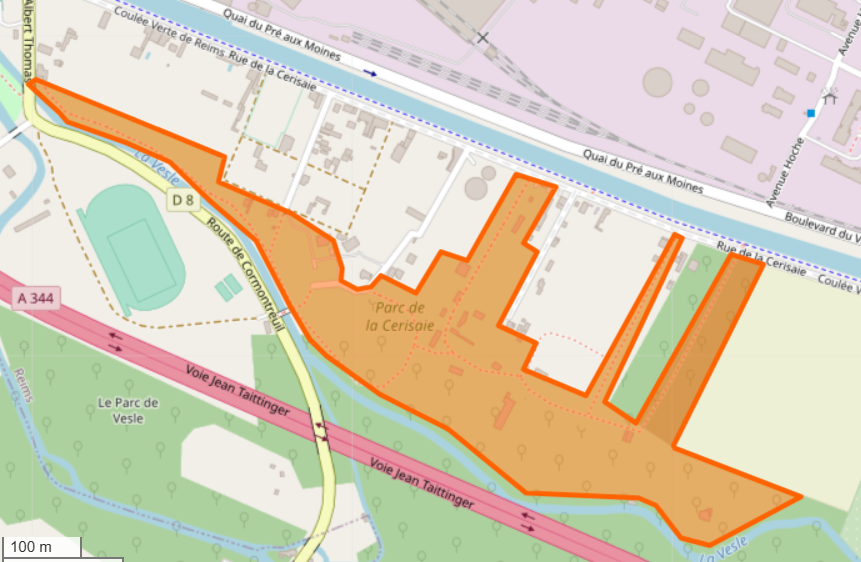
Contour du parc de la Cerisaie.

## Les activités
Dans ce parc, le Centre sports nature peut organiser différentes activités de glisse (Vélo Tout Terrain, Trottinette Tout Terrain, BMX) de Tir à l'arc (tir sur cibles, tir à l'oiseau, tir en campagne, du tir au drapeau), d’activités de grimpe (escale d'arbre, parcours d’accro-branche, l'escalade de la Via-Corda), des activités nautiques (canoë, raft et du stand-up paddle), des courses d'orientation.
Le centre organise aussi divers événements spéciaux comme des raids et des défis où les participants peuvent se mesurer les uns aux autres dans la bonne humeur !
Une miellerie pédagogique a été installée en 2021.

## TRAC
L'association TRAC (Toutes recherches artistiques et culturelles), propose des spectacles de cirque et de jongle.
Depuis son ouverture, le parc accueillir, à la période estivale, le chapiteau du Temps des cerises pouvant accueillir jusqu’à 400 personnes (30, rue de la Cerisaie à Reims), qu’utilise l’association.
Cette association est à l’initiative du festival Jonglissimo, de la Nuit de la Jongle, d’une école de cirque de loisirs Supercrampe,  le Festival Interplanétaire de Bande Dessinée de Reims.

## Les œuvres

### Villa 1900
Dans le parc, une Villa art déco avec des fresques attribuées au peintre Louis Bardey, appelée Villa 1900 en raison de son inscription sur son fronton, est sans activité à ce jour.

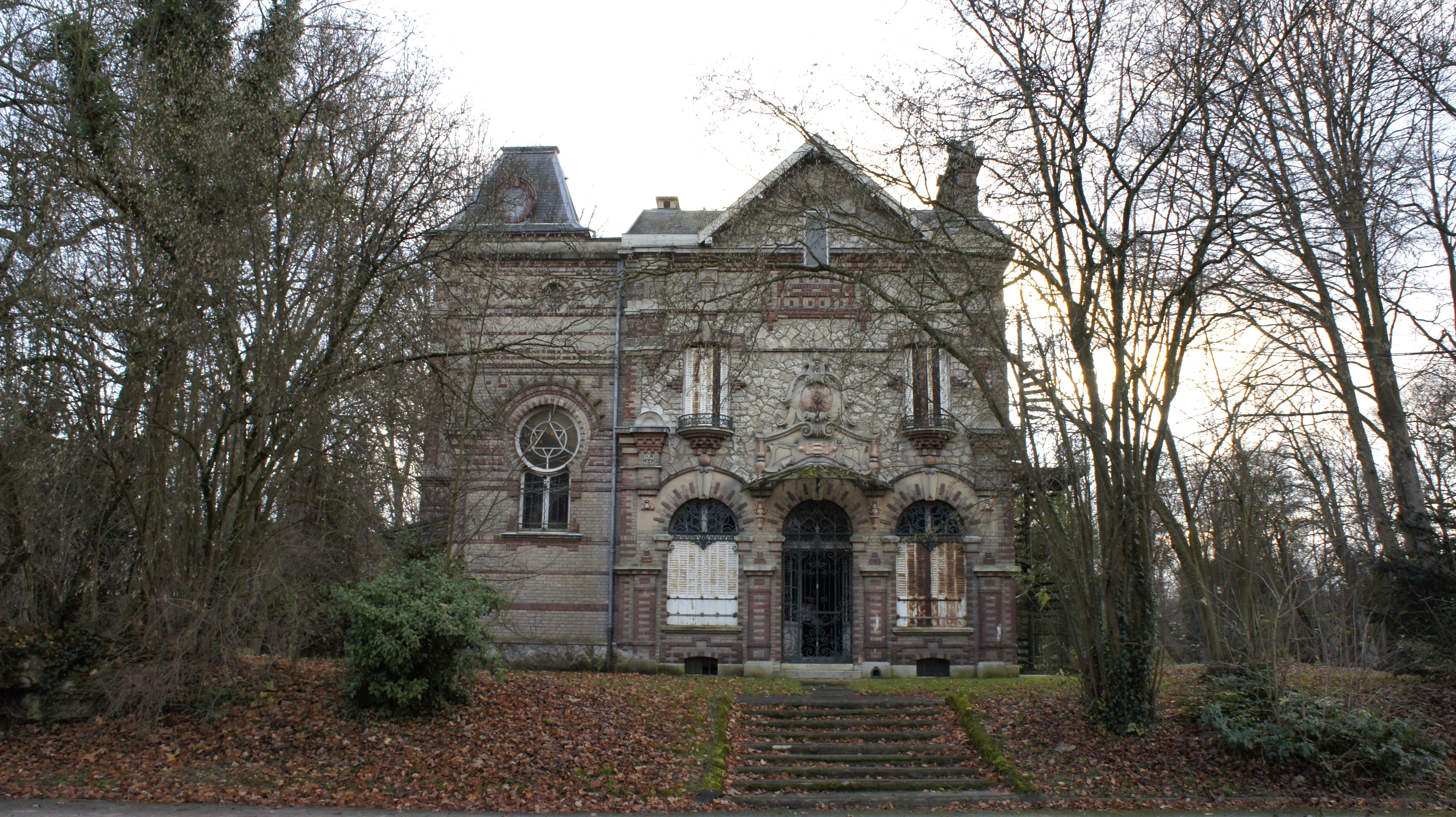
Villa 1900.
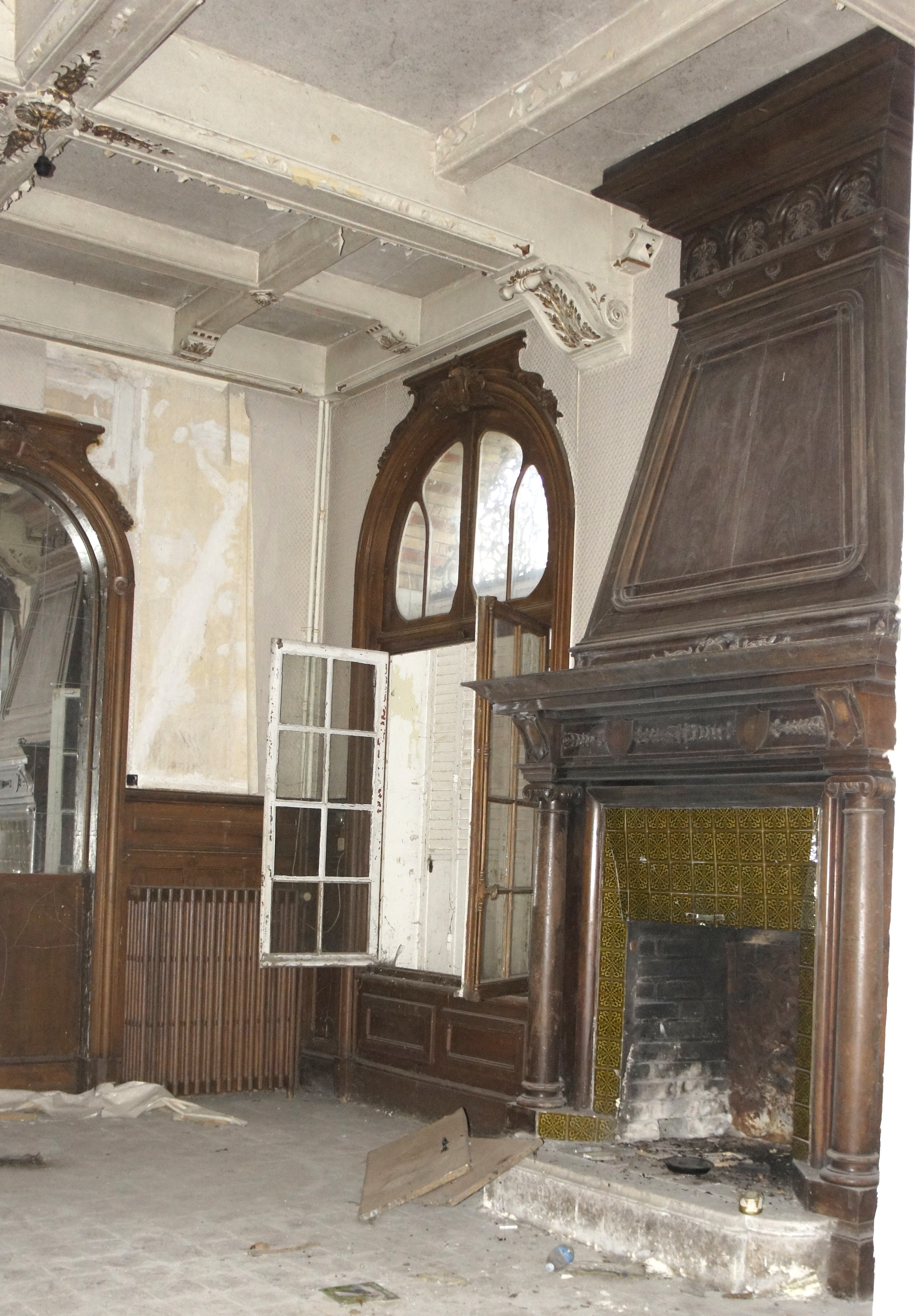
Intérieur de la Villa 1900.

### Ponts
Un pont en style « rocaille » de l’entreprise d’Édouard Redont est visible ;